# 粗壮女贞
粗壮女贞（学名：Ligustrum robustum）为木犀科女贞属的植物。分布于越南、缅甸、柬埔寨、孟加拉国、印度以及中国大陆的江西、广西、福建、贵州、湖南、安徽、广东、四川、湖北、云南等地，生长于海拔400米至2,000米的地区，常生长在密林中、山地疏林以及山坡灌丛中，目前尚未由人工引种栽培。國際自然保護聯盟物種存續委員會的入侵物種專家小組（ISSG）列為世界百大外來入侵種。

## 别名
虫蜡树（四川峨眉山） 向阳柳（贵州） 野冬麦（四川甘洛） 水白蜡（贵州） 紫金条（四川长宁） 苦丁茶（四川、贵州）

## 异名
- Ligustrum robustum (Roxb.) Bl. var. chayuense P. Y. Bai